# Zoaga-Peulh
Ne doit pas être confondu avec Zoaga.
Zoaga-Peulh est une commune située dans le département de Zoaga de la province de Boulgou dans la région du Centre-Est au Burkina Faso.